# 잭 블랙 (기업)
잭블랙(영어: JackBlack)은 미국의 남성 화장품 브랜드로, 대한민국에서는 주식회사 탑스타 보관됨 2017-06-26 - 웨이백 머신에서 수입하여 판매하고 있다.

## 잭블랙의 판매 제품
- 세안용 제품
  - 퓨어 클린 데일리 페이셜 클렌져
  - 페이스 버프 에너자이징 스크럽
  - 올 오버 워시

- 면도용 제품
  - 비어드 루브 컨디셔닝 쉐이브
  - 슈프림 크림 트리플 쿠션 쉐이브 레더
  - 포스트 쉐이브 쿨링 젤

- 보습용 제품
  - 더블 듀티 페이스 모이스처라이저
  - 엑스트라 리치 바디 하이드레이터
  - MP10 나리싱 오일
  - 인듀스트리얼 스트렝스 핸드 힐러
  - 인텐스 립밤

- 모발 및 신체용 제품
  - 트루 볼륨 시케닝 샴푸
  - 나리싱 헤어 앤 스컬프 컨디셔너
  - 바디 빌딩 헤어 젤
  - 슬릭 피니쉬 텍스쳐 크림

- 향수
  - 시그니처 블루 마크
  - 시그니처 블랙 마크
  - 시그니처 실버 마크
  - JB 오드 퍼퓸